# Banca, Vaslui
Banca este un sat în comuna cu același nume din județul Vaslui, Moldova, România. Se află în partea de sud a județului,  în Dealurile Fălciului.

## Elemente geografice
Satul Banca este așezat pe cursul mijlociu al pârâului Banca (cunoscut și sub numele de Recea).
În sudul satului Banca, pe direcția est-vest, se întind dealurile domoale Coasta Dumbrăvii, Dealul Băncii, Dealul Răzeșilor și Dealul Feredeu, a căror înălțime maximă este de cca. 200 metri. În lipsa unor orizonturi dure, care să le protejeze de intemperii, aceste dealuri au fost și sunt în continuare modelate de pârâuri, torenți sau alunecări de teren. În partea estică a satului Banca se află dealurile Chirei și Coasta Recea, cu înălțimea de 250 metri. Între Valea Băncii și valea Loavei, pe direcția est – vest, se întinde Dealul Podiș.

## Istoric
Deși cercetările arheologice au scos la iveală fragmente ceramice vechi, caracteristice culturii Criș (sec.IV), culturii Dridu și culturii Sântana de Mureș (sec.IV), cele mai multe fragmente ceramice descoperite pe teitoriul satului Banca provin din secolul al XVII-lea. Vestigiile descoperite dovedesc continuitatea locuirii acestei zone, chiar dacă unele perioade istorice nu sunt  suficient documentate sau se bucură de o reprezentare mai slabă. 
Prima atestare documentară a așezării aflate pe locul actualului sat Banca datează din 18 iunie 1444, însă prima menționare documentară a numelui așezării, Banca, datează din 23 martie 1554, apărând într-un ispisoc emis de Alexandru Lăpușneanu prin care acesta a miluit “pe Coste paharnic și frații săi, Ion și Nistor, pe sora lor Sora, feciorii Magdei, sora lui Gherman, cu un sat, Colonești, pe Bârlad și cu moară în Bârlad, și lalohoveni sub pădure și Banca cu a patra parte de moară în Bârlad ...” Satul Banca, asemeni satelor învecinate Ghermănești, Mastatici și Picigani (sate vechi, din secolul XV, dispărute în secolul XIX) se aflau în stăpânirea familiei lui Toader Gherman, cel care a dat mai târziu numele satului Ghermănești. Urmașii acestei familii au sărăcit însă și au fărâmițat satul, prin moșteniri sau prin pierderea proprietății. Istoricii consideră că urmașii foștilor proprietari, denumiți răzeși, se află în vechea vatră a satului, denumită astăzi Răzeși. Teritoriul ocuăpat de satul Banca s-a extins în timp și cu alte zone locuite de clăcașii aduși de familiile Costache și Lambrino. La 11 septembrie 1779 a avut loc o hotărnicie la Banca, între proprietarii satului de atunci: Todosica, fiica lui Scarlatache Costache, paharnicul Iordache Lambrino și răzeșii reprezentați prin Stamatin, Vasile Tacu și Constantin Diaconu.
Condica liuzilor din 1803 menționează Banca cu loc puțin, 19 liude ce trebuiau să plătească 144 lei și 12 breslași. Satul se afla atunci în stăpânirea fiilor banului Lambrino.